# Grigorij Biesiedowski
Grigorij Zinowjewicz Biesiedowski, ros. Григорий Зиновьевич Беседовский (ur. 25 grudnia 1895?/6 stycznia 1896 w Połtawie, zm. prawdopodobnie w 1951 w Paryżu) – rosyjski rewolucjonista, radziecki dyplomata, emigracyjny działacz antysowiecki, publicysta i pisarz.

## Życiorys
Uczył się w szkole handlowej w Połtawie. W 1911 aresztowany za działalność rewolucyjną. Po wyjściu na wolność wyjechał w 1912 do Paryża. W 1914 powrócił do Rosji. W 1916 ukończył instytut rolniczy w Charkowie. Po rewolucji lutowej i obaleniu caratu wstąpił do Partii Konstytucyjno-Demokratycznej, ale już we wrześniu tego roku przeniósł się do Partii Socjalistów-Rewolucjonistów. W 1919 wszedł w skład władz eserowców w Połtawie. Po wstąpieniu do Rosyjskiej Komunistycznej Partii (bolszewików) latem 1920, stanął na czele połtawskiego gubłeskomu. Jednocześnie został członkiem prezydium gubernialnej rady rolnictwa. Objął ponadto funkcję redaktora gazety Bilszowyk (Бiльшовик). Od 1921 przewodniczył gubernialnej radzie rolnictwa. Od grudnia 1921 wchodził w skład gubkomu KP(b) Ukrainy. 
W styczniu 1922 skierowano go do Wiednia, gdzie objął kierownictwo oddziału konsularnego Rosji Sowieckiej. Jednocześnie wykonywał działalność szpiegowską. Od maja tego roku pełnił funkcję tymczasowego pełnomocnika poselstwa Ukrainy Sowieckiej. W listopadzie został 1 sekretarzem poselstwa Ukrainy Sowieckiej  w Warszawie. Kontynuował działania wywiadowcze. Od stycznia 1923 r., po utworzeniu ZSRR był tymczasowym pełnomocnikiem poselstwa  Ukrainy Sowieckiej w Warszawie. We wrześniu tego roku objął funkcję radcy poselstwa ZSRR. W październiku 1925 wszedł w skład kierownictwa Amtorgu w Nowym Jorku. Faktycznie reprezentował nieoficjalnie interesy ZSRR przed władzami amerykańskimi. Od kwietnia 1926 r. był tymczasowym pełnomocnikiem poselstwa ZSRR w Tokio. Od września tego roku pełnił funkcję pełniącego obowiązki przedstawiciela handlowego ZSRR. W maju 1926 r. został 1 radcą poselstwa ZSRR w Paryżu. Od września 1928 zastępował przewodniczącego poselstwa pod jego nieobecność. Jego działania związane z nawiązaniem rozmów handlowych z Brytyjczykami zostały negatywnie odebrane w Moskwie.
Pod koniec września 1929 Politbiuro przyjęło decyzję o odwołaniu Biesiedowskiego do ZSRR, który w rezultacie na początku października tego roku zbiegł. Uzyskał azyl polityczny od władz francuskich. Pod koniec 1929 r. założył pismo Bor´ba (Борьба) jako organ prasowy zbiegów z ZSRR, które redagował do 1932. Próbował nieskutecznie założyć ugrupowanie polityczne skupiające sowieckich uciekinierów.  Pisał artykuły m.in. do emigracyjnych pism rosyjskich Wozrożdienije (Возрождение) i Poslednije nowosti (Последние новости). Współpracował z tygodnikiem Dni (Дни). Występował z wykładami i odczytami o Rosji Sowieckiej. W 1931 napisał 2-tomową książkę pt. Na putiach k Termidoru (На путях к Термидору), zaś w 1938 pod pseudonimem Ivan Raguza książkę pt. La vie de Staline. Po zajęciu Francji przez Wehrmacht,  latem 1940 został internowany, ale po podaniu się za muzułmanina wyszedł na wolność. Przyłączył się do francuskiego ruchu oporu. Po zakończeniu wojny – według części źródeł – współpracował z sowieckim wywiadem. Opublikował kilka fikcyjnych pamiętników decydentów sowieckich  (m.in. Maksima Litwinowa).